# 보케주

보케주의 위치

보케주(프랑스어: La région de Boké)는 기니 서부에 위치한 주로, 주도는 보케이며 인구는 760,119명(1996년 기준), 면적은 31,186km2, 인구 밀도는 24.37명/km2이다. 5개의 하위 행정 구역(보파, 보케, 프리아, 가우알, 쿤다라)을 관할하며 북쪽으로는 세네갈, 기니비사우와 국경을 맞대고 있고 남쪽으로는 킨디아주, 동쪽으로는 라베주와 인접해 있다. 기니에서 규모가 큰 알루미늄 광산이 있다.